# Civada
La civada (Avena sativa) és una planta herbàcia anual que pertany a la família de les poàcies o gramínies, de la qual se n'aprofita el gra i per això es classifica entre els cereals. S'utilitza com a aliment per a les persones i per als animals. Les varietats més cultivades són l'Avena sativa i l'Avena byzantina. En català també és correcte de dir-ne “avena”, però l'ús d'aquesta paraula s'ha perdut gairebé del tot i tan sols es troba al sud del Principat de Catalunya i al País Valencià. En algunes contrades valencianes de l'ordi se n'hi diu civada per influència castellana, però no és un ús lingüístic acceptable.
El seu conreu s'ha estès arreu del món però avui en dia se'n fa sobretot al centre d'Europa (fins a 60° N) i a l'Amèrica del Nord. El cultiu de la civada sembla que tingué origen al centre i, especialment, a l'oest d'Europa, on el clima humit i fred de la zona temperada n'afavoreix el creixement. Segons el lloc se sembra a la tardor o a la primavera, ja què no resisteix tant els freds de l'hivern com el blat o l'ordi.
A Catalunya, la dita pagesa “civada rai” indica que és un conreu al qual no cal prestar gaire atenció. També existeix una dansa tradicional, el Ball de la civada, pròpia de la Catalunya Vella, en què hom balla en rotllana i representa per la mímica les feines de plantació i collita de la civada per mitjà d'una única estrofa amb variants inicials adequades.

## Etimologia
Civada ve del llatí cibata que vol dir menjar per al bestiar. Amb el temps s'acabà aplicant la paraula a l'Avena sativa. El terme avena prové directament del mot llatí avena i el terme sativa prové del mot llatí Sativus- a- um, que significa el que es cultiva o planta.

## Distribució i ecologia
Originària del sud-est asiàtic i naturalitzada als Balcans. Actualment es troba cultivada en molts llocs del món, sobretot a zones temperades, però on és més abundant és al centre d'Europa (fins als 60 ° N) i al nord d'Amèrica. És una planta sovint subespontània als erms i vores de camins. A la península Ibèrica es troba en zones amb probabilitat baixa de glaçades. Als Països catalans la trobem a les següents províncies: Alacant, Barcelona, Castelló, Girona, Illes Balears, Lleida, Tarragona i València.
Floreix entre juny i agost i la seva recol·lecció s'efectua a l'estiu. Poc resistent al fred i a les glaçades fortes, prefereix els climes frescos i humits; tot i que també creix en ambients mediterranis amb suficient pluja primaveral. És bastant versàtil a l'hora d'adaptar-se al sòl, però prefereix terrenys profunds que retinguin bé la humitat sense estancar-se. És una planta de dia llarg (PDL) és a dir requereix un fotoperíode crític de llum per sobre d'un nombre determinat d'hores.
| Pos. | País            | Milions de tones | Pos. | País       | Milions de tones |
| ---- | --------------- | ---------------- | ---- | ---------- | ---------------- |
| 1    | Rússia          | 4.569            | 9    | Ucraïna    | 750              |
| 2    | Canadà          | 3.334            | 10   | Suècia     | 746              |
| 3    | Estats Units    | 1.667            | 11   | Belarús    | 609              |
| 4    | Austràlia       | 1.353            | 12   | Brasil     | 547              |
| 5    | Polònia         | 1.311            | 13   | Argentina  | 536              |
| 6    | Finlàndia       | 1.073            | 14   | Regne Unit | 534              |
| 7    | Alemanya        | 964              | 15   | Espanya    | 528              |
| 8    | R.P. de la Xina | 800              |      | Món        | 23.954           |

Font: FAO, Faostat, 2006

### Producció en terres de parla catalana

#### Catalunya
| any  | explotacions (total) | hectàrees (total) | explotacions (secà) | hectàrees (secà) | explotacions (regadiu) | hectàrees (regadiu) |
| ---- | -------------------- | ----------------- | ------------------- | ---------------- | ---------------------- | ------------------- |
| 2007 | 2.144                | 17.920            | 1.901               | 16.912           | 305                    | 1.008               |
| 2005 | 2.454                | 23.045            | 2.234               | 21.460           | 278                    | 1.585               |
| 2003 | 1.758                | 16.940            | 1.536               | 15.571           | 344                    | 1.370               |
| 1997 | 1.816                | 10.318            | 1.760               | 10.044           | 130                    | 273                 |
| 1995 | 2.096                | 9.022             | 1.927               | 8.488            | 239                    | 533                 |
| 1993 | 1.956                | 8.388             | 1.872               | 8.008            | 127                    | 379                 |

#### País Valencià
Segons la Conselleria d'Agricultura, Pesca i Alimentació de la Generalitat Valenciana, l'any 2010 el cultiu de la civada va ser un dels quatre cereals amb més producció al País Valencià (eren l'arròs, el blat, la civada i el blat de moro).
| Regió         | superfície (ha.) | producció (ha.) |
| ------------- | ---------------- | --------------- |
| Alacant       | 3.845            | 9.069           |
| Castelló      | 3.680            | 5.799           |
| València      | 8.575            | 17.800          |
| País Valencià | 16.100           | 32.668          |

#### Illes Balears
Segons les estadístiques de la Conselleria d'Agricultura i Pesca del Govern de les Illes Balears, l'any 2008 la superfície cultivada amb civada va ser de 9.637 hectàrees, i la producció de civada a les Illes Balears va ser de 25.707 tones. La distribució segons les diferents illes va ser:
- Mallorca: 7.221 ha. / 19.263 t.
- Menorca: 2.095 ha. / 5.588 t.
- Eivissa: 291 ha. / 775 t.
- Formentera: 30 ha. / 81 t.

## Descripció

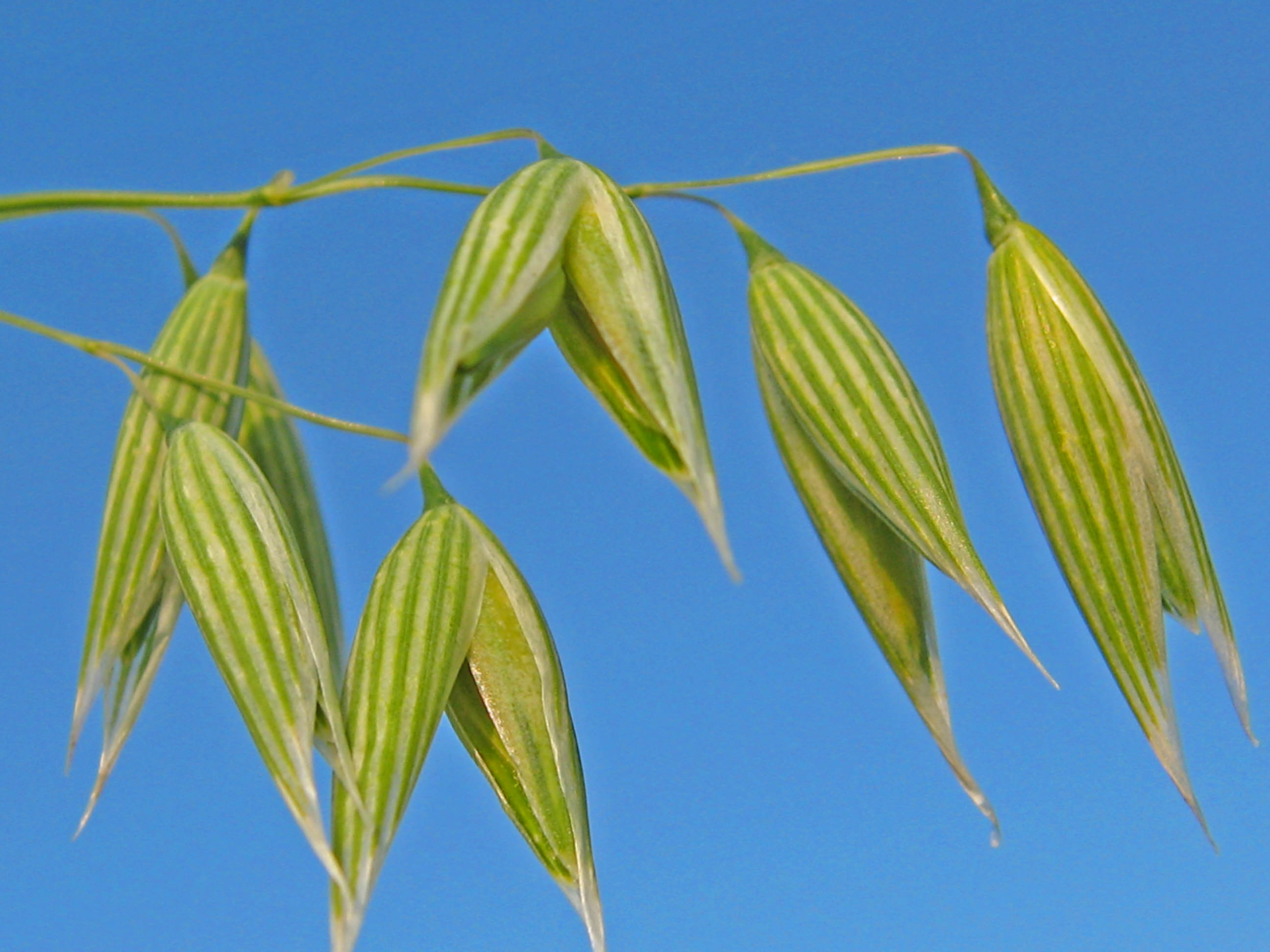
Grans de civada (avena sativa)

La civada creix en forma de planta herbàcia de fins a 1,5 m d'alçada. Rels reticulars i potents, més abundants i profundes que en la resta de cereals.Tija gruixuda i recta, buida per dins i poc resistent al bolc, formada per diversos entrenusos que acaben en nusos grans. La mida de la tija és d'entre 40 i 140 cm amb glabra. Les fulles són linears, planes, lanceolades i allargades, amb un limbe de color verd més o menys fosc i amb pèls a la base que el fan aspre al tacte, sense estípules i amb una nervació paral·lela i força marcada. Poden arribar a fer uns 45 cm de longitud i de 3 a 15 mm d'ample. En la unió del limbe amb la tija presenten una lígula amb forma oval i de color blanquinós, força petita. La seva disposició a la tija és alterna. Les inflorescències són racemoses, en panícula de fins a 40 cm. Consten d'un raïm d'espiguetes, amb un parell de petites bràctees a la base, anomenades glumes, sobre les quals s'hi disposen entre dues i tres flors hermafrodites que adopten una posició corbada. Les glumes són subiguals, de 35 a 50 mm, i presenten de 7 a 9 nervis. El raquis de l'espigueta no es desarticula a la maturitat. Les flors són hermafrodites, petites i amb simetria bilateral, cadascuna d'elles envoltada per dues bràctees anomenades glumel·les. Les glumel·les són glabres o poc piloses. La inferior o lemma fa de 12 a 25 mm i és bidentada a l'àpex. Només la lemma és aristada. L'aresta mesura de 15 a 40 mm, és colzada, i s'insereix al mig del dors. La glumel·la superior o pàlea és tan llarga com la lemma, i té el marge hialí i dues carenes ciliades. Té dues lodícules enteres o bidentades. L'androceu està format per tres estams de filaments llargs i prims. Les anteres són llargues, diteques, basifixes, sagitades i grans de color groc. Les dues teques es disposen formant una mena de X que vibra amb el vent. El gineceu és tri carpel·lar, unilocul·lar i amb un ovari súper. Aquest està coronat amb dos o tres estigmes llargs i molt plomosos. El fruit és una cariopsi fusiforme i piló, amb un solc ventral profund i d'una mida aproximada de 8-11 x 2-2.5 mm. Normalment es troba envoltat per la lemma i la pàlea. Conté una sola llavor soldada a la paret de l'ovari. És un fruit molt ric en substàncies de reserva.

## Farmacologia

### Part utilitzada (droga)
Les parts que s'utilitzen són les summitats aèries de la planta fructificada.

### Composició química
- Midó
- Lípids
- Abundants sals minerals :ferro (39 mg/100 mg pes sec), zinc (19 mg/100 mg pes sec) o magnesi (8,5 mg/100 mg pes sec)
- Flavones
- Fitosterols
- Vitamines: A, B1, B2, PP, E i D
- Abundants sals silíciques
- Carotenoides
- Alcaloides

Les fulles contenen: 
- sals silíciques i saponines esteròiques de tipus furtostànic (avena còsids A i B)

Els fruits contenen:
- Polisacàrids heterogenis. Mucílags com beta-glucans, galactoarabinoxilosans.
- Saponines esteroidees. Avenacóssids A i B.
- Proteïnes. Pèptids com alfa i beta-avenotionina; proteïnes com gliadina, avenina, avenalina.
- Esteroïdes. Beta-sitosterol, delta-5-avenasterol.
- Vitamines del grup B.

Composició química de les llavors (% de pes sec) 
- carbohidrats: 66
- proteïnes: 13
- lípids: 8
- fenols: avenatramida A, K i C, àcid p-hidroxibenzenoic, vainillina, àcid vainillinic, àcid cafeic, àcid ferúlic, àcid p-cumàric...

### Accions farmacològiques
- Remineralitzant i vitamínic a causa de la presència d'abundants sals minerals i diverses vitamines
- Els fitosterols tenen un efecte diürètic i laxant
- Tranquil·litzant
- Els avenacòssids de les fulles tenen una acció fungicida.
- Popularment s'utilitza com a antiinflamatori.
- Els fenols de l'avena sativa han demostrat activitat antioxidant per inhibició de l'oxidació de les LDL i proteïnes. A més és deguda a la complexa barreja de compostos antioxidants i prooxidants.
- Els avenacòssids presents a les fulles tenen acció antimicòtica.

### Usos medicinals
Usos aprovats per la Comissió E del Ministeri de Sanitat alemany:
- Dermatitis
- Berrugues

### Altres usos medicinals populars i etnomedicinals
Tradicionalment s'ha utilitzat per al tractament d'ansietat, insomni, discinèsia biliar, artritis, artràlgia, gota, tos seca i grip.
També s'ha utilitzat per via tòpica (banys) per al tractament de conjuntivitis i impetigen.
Un dels usos que se li ha donat ha sigut per a hematomes, distensions musculars, trastorns sexuals, tabaquisme i per augmentar el rendiment psicofísic.
També ha estat molt utilitzada com un aliment important per al bestiar i fins i tot s'ha utilitzat per a l'alimentació humana en alguns pobles septentrionals.

### Toxicitat
Cal tenir present el contingut alcohòlic de l'extracte fluid i de la tintura.

### Interaccions medicamentoses i contraindicacions
No s'han descrit interaccions amb altres medicaments ni tampoc contraindicacions.
La presència de mucílags fa que existeixi un risc potencial d'interacció a causa del fet que poden retardar o disminuir l'absorció oral d'altres principis actius. Es recomana per tant distanciar les dossificacions d'avena i altres principis actius.
En alguns casos s'ha observat hipersensibilitat al gluten de la civada.

## Alimentació

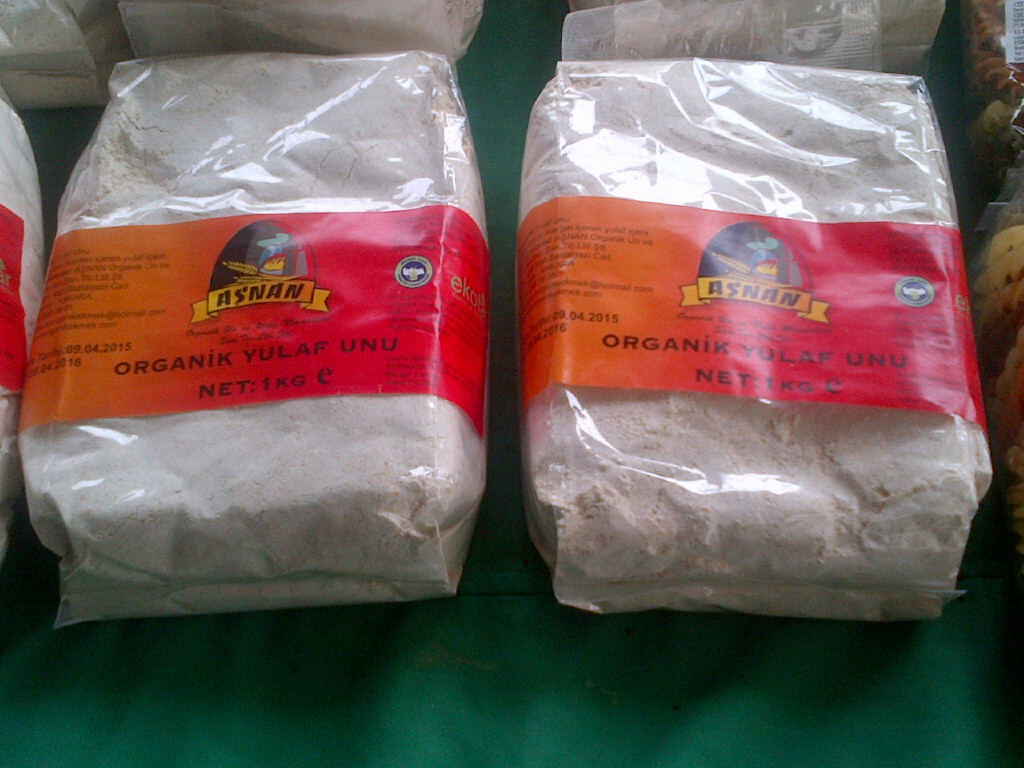
Farina de civada (orgànica)

### Aportació nutricional
És un cereal ric en proteïnes d'alt valor biològic, greixos i moltes vitamines i minerals. És el cereal amb més proporció de greix vegetal, un 65% de greixos no saturats i un 35% d'àcid linoleic.
També té hidrats de carboni de fàcil absorció, sodi, potassi, calci, fòsfor, magnesi, ferro, coure, zinc, vitamines B1, B2, B3, B6 i E. També té molta fibra, que no és tan important com els nutrients però contribueix al bon funcionament de l'aparell digestiu.

### Composició
| Composició del gra de civada en 100 g de substància | Composició del gra de civada en 100 g de substància |
| --------------------------------------------------- | --------------------------------------------------- |
| Hidrats de carboni                                  | 58,2                                                |
| Aigua                                               | 13,3                                                |
| Cel·lulosa                                          | 10,3                                                |
| Proteïnes                                           | 10,0                                                |
| Matèria grassa                                      | 4,8                                                 |
| Matèries minerals                                   | 3,1                                                 |
| Font: infoagro.com                                  |                                                     |

| Composició de la civada verda en 100 g de substància | Composició de la civada verda en 100 g de substància |
| ---------------------------------------------------- | ---------------------------------------------------- |
| matèria no Nitrogenada                               | 10                                                   |
| Aigua                                                | 77                                                   |
| Cel·lulosa                                           | 8                                                    |
| Proteïnes                                            | 1,9                                                  |
| Matèria grassa                                       | 0,6                                                  |
| Matèries minerals                                    | 2,5                                                  |
| Font: infoagro.com                                   |                                                      |

| Composició de la palla de la civada en 100 g de substància | Composició de la palla de la civada en 100 g de substància |
| ---------------------------------------------------------- | ---------------------------------------------------------- |
| matèria no Nitrogenada                                     | 35,6                                                       |
| Aigua                                                      | 14,3                                                       |
| Cel·lulosa                                                 | 41,2                                                       |
| Proteïnes                                                  | 2,5                                                        |
| Matèria grassa                                             | 2                                                          |
| Matèries minerals                                          | 4,4                                                        |
| Font: infoagro.com                                         |                                                            |

## Dades històriques
Malgrat que la civada no tingués la mateixa importància que el blat o l'ordi, a Àsia central es cultivava en quantitat, encara que per altres regions fos una mala herba.
La civada és una planta de cultiu molt antiga, ja que se'n coneix el cultiu des de l'any 1000 aC.
En excavacions arqueològiques s'han trobat proves de l'ús de civada a Europa central a l'edat del bronze. També es trobaren grans d'aquest cereal a excavacions egípcies, però no es va poder provar que es cultivés.
Un dels usos més importants ha estat l'obtenció de pinso, especialment per a cavalls. Els romans ja cultivaven civada per als seus animals i, en relació amb l'opinió que el gra no era apte per al consum humà, batejaren els germànics amb el nom de bàrbars menjadors de civada.
A l'edat mitjana la civada pren un paper rellevant, donada la seva aplicació com a pinso i farratge per als cavalls. En aquesta època el seu cultiu està estretament lligat amb l'expansió del cavall com a animal feiner i amb la millora en els sistemes d'enganxament, com per exemple amb l'ús del jou equí. Aquest jou permetia al cavall de carregar fins a cinc vegades més que abans: l'inconvenient era que el cavall necessitava civada, de manera que la seva difusió només va ser possible per la invenció del guaret triennal. Aquest sistema permetia dues collites anuals: a la primavera, blat, sègol i ordi; a la tardor, llegums i civada. Aquest sistema aportava nitrogen al sòl i augmentava les proteïnes de la dieta, i com que donava dues collites en èpoques diferents augmentava la seguretat. A més a més donava civada pels cavalls i reduïa la superfície en guaret, augmentat la productivitat.

## Legislació i conservació
És una espècie que no està catalogada dins la llista de plantes tòxiques la venda de les quals queda prohibida al públic o restringida publicada pel ministeri espanyol de sanitat i consum (BOE).

## Conreu
La civada és considerada una planta d'estació freda. Les grans àrees de producció són localitzades en els climes temperats més freds (tot i la seva resistència menor al fred que l'ordi i el blat), així mateix és una planta molt sensible a les altes temperatures sobretot durant la floració i la formació del gra.
La civada és molt exigent en aigua, tot tenint un coeficient de transpiració elevat (superior fins i tot a l'ordi), tot i que li pot perjudicar un excés d'humitat. Les necessitats hídriques de la civada són les més elevades de tots els cereals d'hivern, per això s'adapta millor als climes frescos i humits, de les zones nòrdiques i marítimes. Així, la civada exigeix primaveres molt abundants d'aigua, i quan aquestes condicions climatològiques es donen, s'obtenen bones produccions. És molt sensible a la sequera, especialment en el període de formació del gra.
És una planta rústica, poc exigent en sòl, ja que s'adapta a terrenys molt diversos. Prefereix els sòls profunds i argilo-arenosos, rics en calç però sense excés i que retinguin humitat, però sense que quedi l'aigua estancada. La civada està més adaptada que els altres cereals als sòls àcids, el pH estigui comprès entre 5 i 7, per tant sol sembrar en terres recentment trencaments riques en matèries orgàniques.

### Preparació del terreny
És freqüent que la civada sigui un cultiu poc cuidat, tant en tasques preparatòries com a abonat. Tanmateix, si s'adobés i preparés el terreny amb més cura, la civada seria capaç de produccions relativament altes, sobretot en els anys de primaveres plujoses.
Si la civada segueix al blat o a una lleguminosa per a gra, propera l'època de sembra, s'ha de llaurar el dues vegades. Si li ha precedit una planta de escardes, únicament serà necessari un sol passi, quan se sembra després d'una lleguminosa farratgera cal trencar la superfície del terreny amb una tasca lleugera.

### Sembra
donat que es tracta d'un cultiu poc resistent al fred, en moltes zones se sol sembrar a la primavera (des del mes de gener a les terres de secà fins al mes de març a les terres de regadiu), excepte en zones amb clima càlid que se sol sembrar a la tardor.
La quantitat de llavor utilitzada sol ser molt variable. Una dosi de sembra corrent seria la d'emprar de 100 a 150 kg per hectàrea. La densitat de sembra òptima en la civada d'hivern és de 250 plantes / ha. En sembres de primavera la densitat és de 300-350 plantes/m2.
A la sembra a eixam convé donar dues passades creuades perquè la llavor quedi millor distribuïda, ja que es tracta d'una llavor molt lleugera i és difícil repartir-la de forma regular. En terrenys compactes i una mica secs s'aconsella la sembra en solcs, ja que és més fàcil mantenir el terreny lliure de males herbes, sent la separació entre solcs de 20 cm.
En terres pobres pot sembrar-se com a cap d'alternativa, ja que la civada d'hivern se sembra abans que el blat. En terrenys de més fertilitat és corrent que vagi darrere de blat o ordi, atès que és una planta menys exigent que aquestes dues.

### Adob
Com que el sistema radicular de la civada és més profund i desenvolupat que el del blat i l'ordi, li permet aprofitar millor els nutrients del sòl, per tant requereix menys aportacions de fertilitzants. La civada respon molt bé a l'abonat nitrogenat, tot i que és sensible a l'enllitat quan s'aplica a altes dosis.
La distribució de l'adob es pot realitzar a la sembra o durant la fase de creixement vegetatiu, segons el cultiu precedent i la resistència a l'enllitat de la varietat utilitzada.
Si la planta es destina per a farratge en verd ha d'intensificar la quantitat de nitrogen que s'aporta per aconseguir una abundant vegetació. En canvi, si es destina per a gra, l'excés de nitrogen allarga el cicle vegetatiu de la planta, cosa que no sol ser convenient, ja que es corre el risc que es malmeti el gra.

## Varietats
Els criteris a seguir en l'elecció de varietats són: color i qualitat del gra, productivitat, resistència a l'enllitat, malalties i fred.
La temperatura és el principal factor ambiental que determina el tipus de varietat.
Les civades d'hivern predominen a les zones amb hiverns suaus i les de primavera, amb maduresa primerenca, es conreen al nord de l'àrea de les civades d'hivern. Les varietats de mitjana estació, de maduresa tardana, se sembren en les zones més fredes de les regions temperades.

### Característiques d'algunes varietats
- Previsió : és una varietat obtinguda per selecció d'una varietat Argentina. És bastant precoç i amb bona resistència a la sequera. Té bona productivitat, i el gra de color vermell.
- Blancaneus : és varietat de civada blanca d'hivern, obtinguda en l'INIA de França, sent molt clàssica a Europa. És bastant precoç. És sensible al fred, resistent a l'enllitat i amb producció bastant regular i alta. El gra és de color blanc i amb un alt pes específic.
- Còndor : civada de primavera. Va ser obtinguda a Holanda i és adequada per a sembres de primavera a terres fèrtils. Resisteix l'enllitat, tot i que és sensible al fred i molt sensible a la Rovell groc. El gra és de color blanc.
- Moyencourt : Civada de primavera, amb gra de color negre i elevat pes específic; va ser obtinguda a França, sent bastant precoç. És poc resistent al fred i sensible al Rovell. També és sensible al desgrani. La seva tija és de longitud mitjana.

## Malalties i plagues
La civada és molt sensible a les malalties, des de la cendrosa fins al rovell i altres. Sovint, cap al final del cicle, aquestes provoquen la caiguda de fulles i una pèrdua en l'avantatge de qualitat del farratge sobre els altres cereals. Un fet molt important relacionat amb les malalties és que, en general, no les provoquen les mateixes espècies que ataquen el blat i l'ordi, i així, cultivar civada és interessant per trencar el cicle dels paràsits d'aquests cultius (és un bon cultiu de rotació).

### Plagues
- Tarsonemus apirifex : es tracta d'un àcar, que durant l'espigat, endureix la beina amb les seves picades i impedeix la sortida de la panícula. Al Canadà és una de les plagues més importants.
- Corcs (Tychius sp.): Un cop segada i al graner la civada pateix els atacs de corcs, encara que són bastant menys intensos que en l'alfals.

### Malalties
- carbó vestit (Ustilago levis) : es comporta d'una manera semblant al fumada del blat (T. càries). El carbó vestit, no es manifesta a l'exterior, ja que l'aspecte de la planta és normal, però l'interior del gra està completament ple de pols negrós.

- carbó nu (Ustilago avenae) : destrueix tota la panícula, deixant només l'eix central. Aquesta malaltia no sol revestir importància.

- rovell taronja (Puccina coronifera) : malaltia específica de la civada. Les uredòspores són d'un color ataronjat viu. Les pústules són a vegades petites i altres arriben gairebé la mida d'un centímetre. Pot causar danys importants.

- Oïdi (Erysiphe graminis) : la planta atacada té un aspecte semblant a la del blat afectada per la mateixa malaltia. Presenta unes taques grises sobre les fulles, beines i tiges, i també sobre les espiguetes, en les que després es veuen petits punts negres.

## Observacions
Es sembra en cultiu pur o mixt amb alguna llegum de cicle similar, com per exemple el pèsol o gramínia. Se sembra a la tardor en zones d'hiverns suau i a la primavera en zones de glaçades intenses durant l'hivern. Existeix un ampli grup de varietats i altres espècies de civada com la civada vermella o la civada negra, que tenen una gran implantació en llocs on plou poc.
Els fruits (les llavors) contenen alcaloides, com la gramina i l'avenina, a part de saponines, com els avenacòsids A y B. Es pensa que els alcaloides de l'avena són els responsables de la seva acció relaxant, però cal senyalar que aquest efecte de l'avena segueix sent controvertit a Europa; les monografies de la Comissió E alemana no classifiquen a aquesta espècie com a sedant.
Preparació de la infusió: deixar en infusió una cullerada sopera de la droga (aprox. 3 g) en un quart de litre d'aigua bullent, filtrar-ho després d'haver-ho deixar refredar a temperatura ambient. Prendre una tassa d'infusió diverses vegades al dia o abans de dormir.

## Usos
| «                         | Un traginer menjava pa e ceba, dementre que son mul menjava la civada; aquell traginer era magre e descolorit e son mul era gras. Lo canonge dix al traginer per què pensava millor en el mul que en sa persona, e lo traginer dix que el mul no podria portar lo feix sense el compliment de la civada e que ell podia plixar ab pa e ab ceba | » |
| — Ramon Llull, Blanquerna | |   |

Una gran part de la producció de civada és destinada a l'alimentació animal. La civada és tradicionalment lligada a l'alimentació d'equins i altre bestiar.
També s'utilitza en l'alimentació humana, com a productes alimentaris derivats de la civada la trobem en: els flocs, la sèmola per a preparar farinetes i les farines per a aliments infantils.
Industrialment, les pellofes de la civada són utilitzades per a l'obtenció del furfural (obtenint-se un rendiment del 10 al 14%). També és emprada, aquesta pellofa, com a producte auxiliar en la fabricació de cervesa, com a material de càrrega en la fabricació de linòleum, com a llit per a l'aviram criat en bateria i com a abrasiu (projectat mitjançant aire a pressió) per a eliminar olis i productes de corrosió de les peces metàl·liques de les màquines.

## Galeria d'imatges

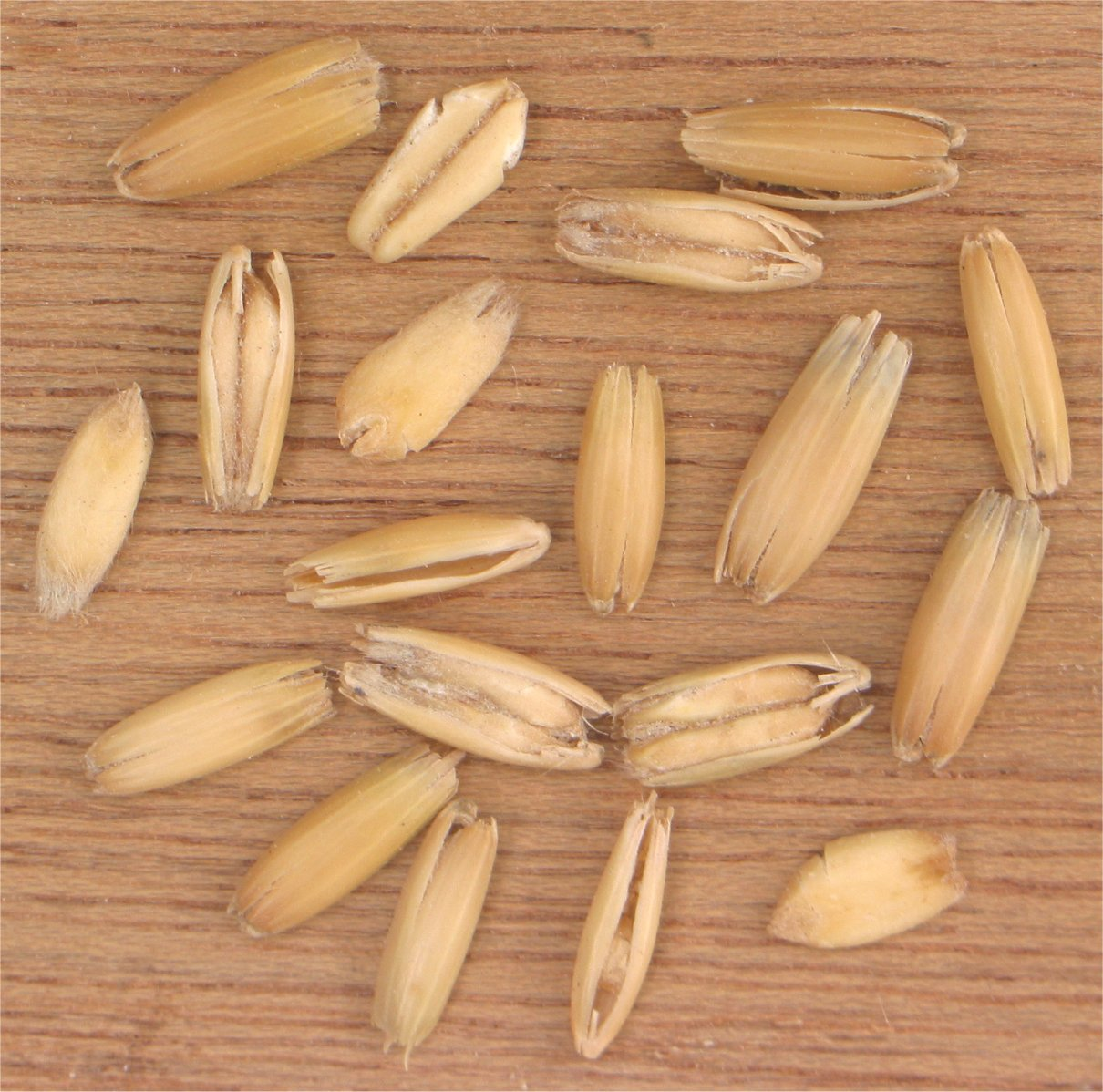
grans de civada
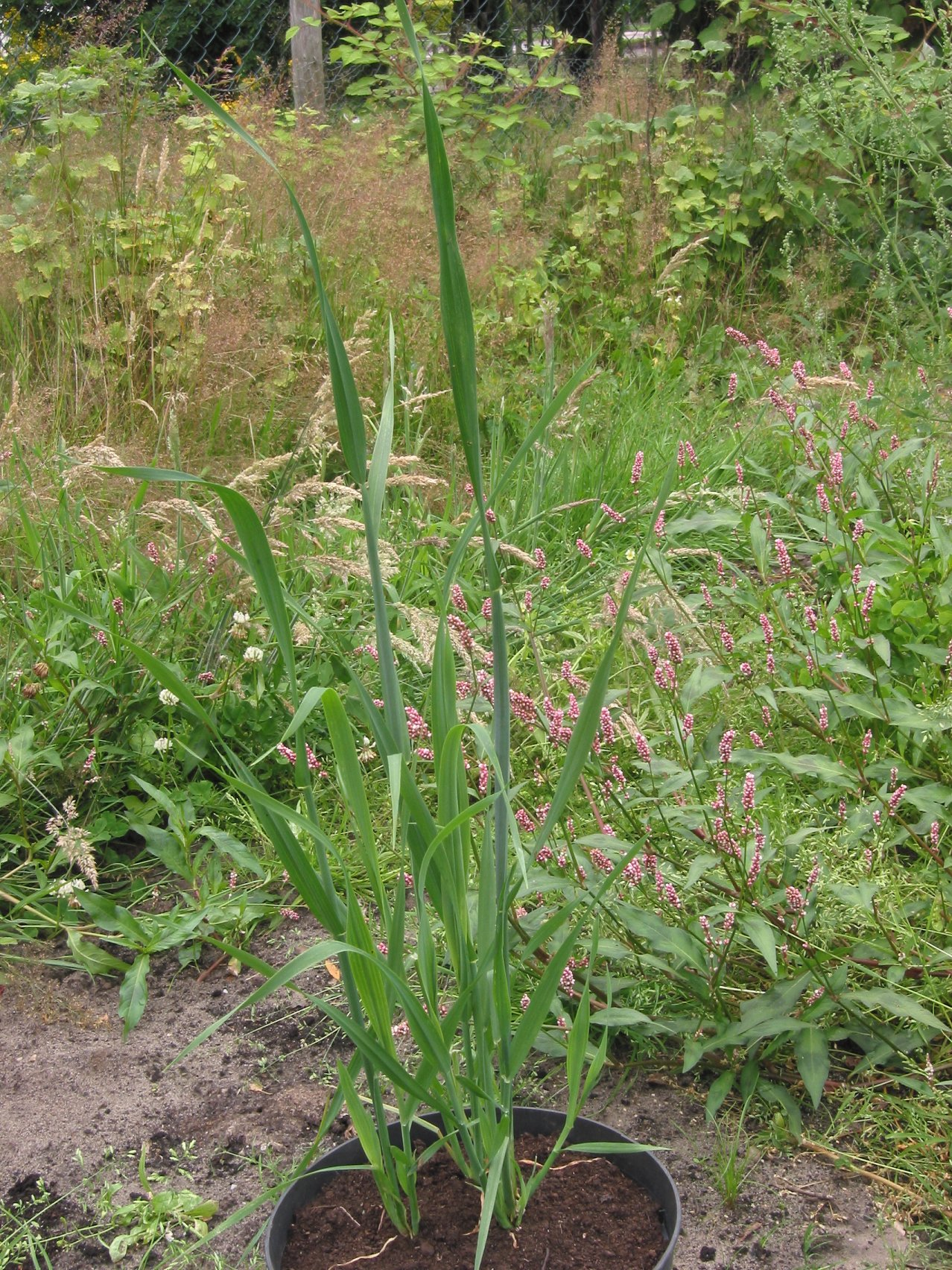
aspecte general
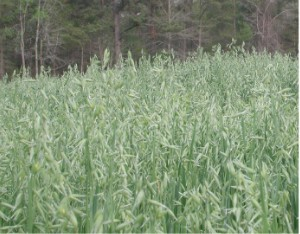
camp de civada
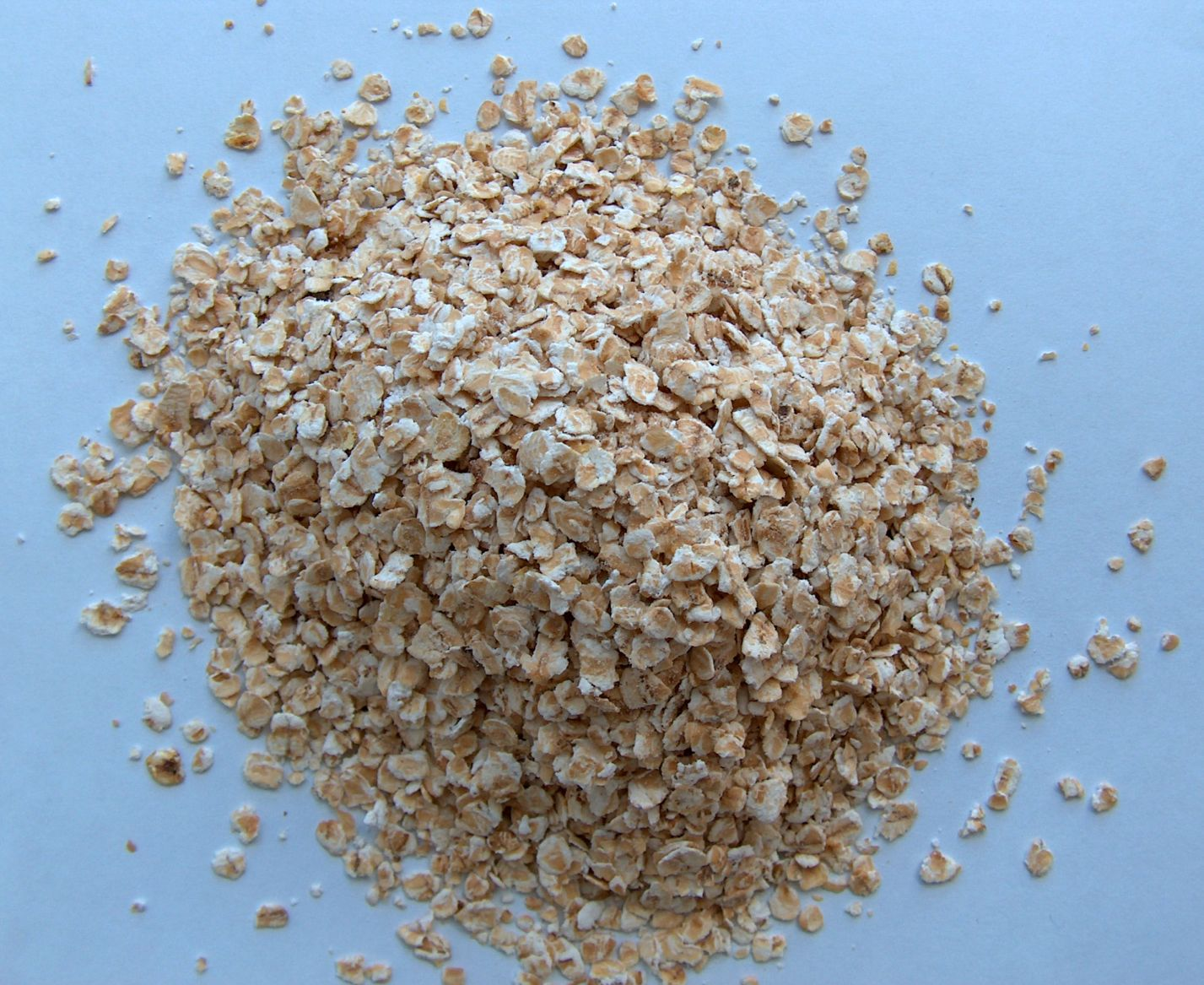
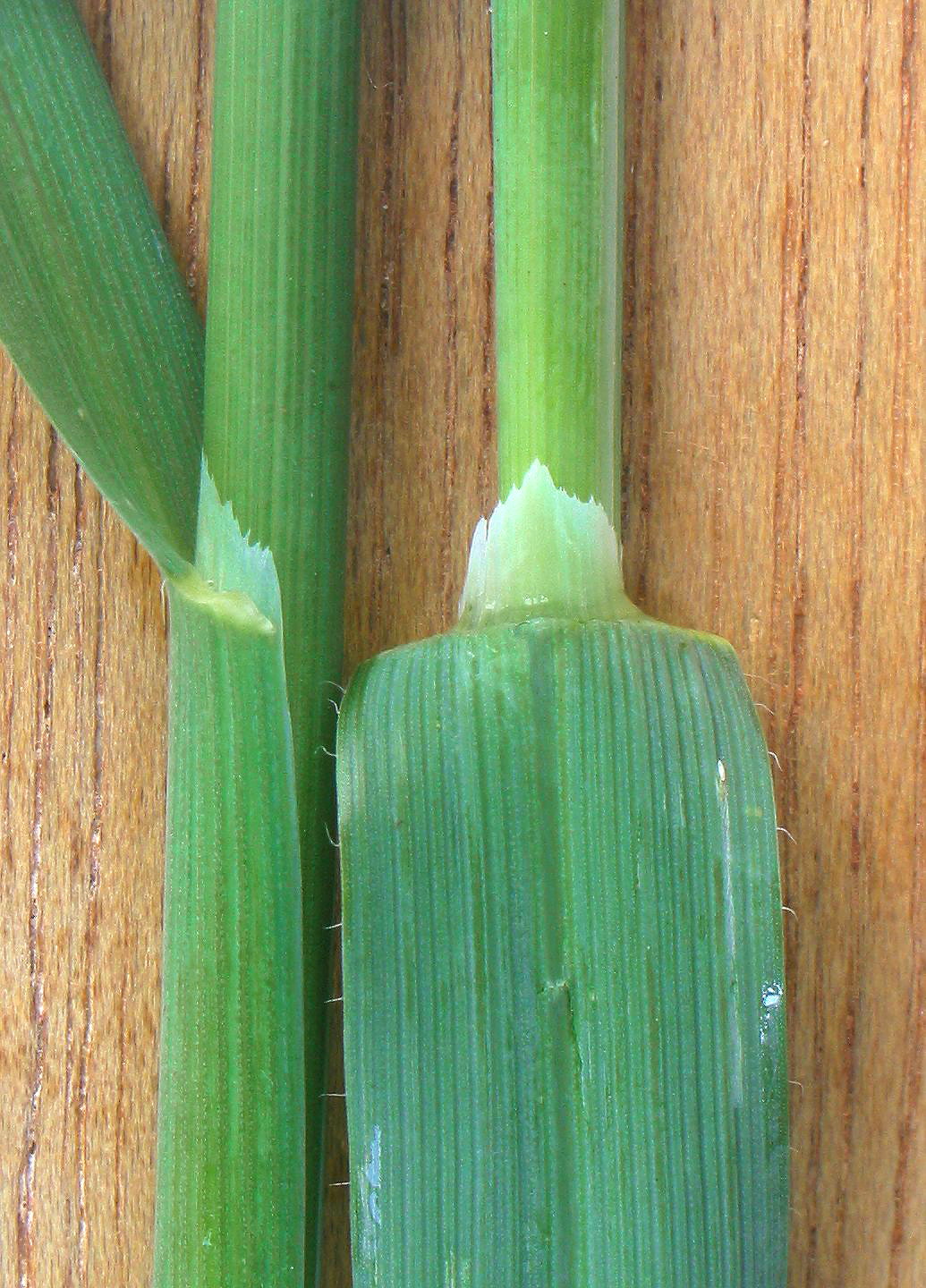
detall de la lígula